# William Sublette
William Lewis Sublette (21 de septiembre de 1799- 23 de julio de 1845) fue un trampero y comerciante de pieles estadounidense, pionero y hombre de montaña. Fue uno de los cinco hermanos Sublette, prominentes en el comercio de pieles en el Oeste (los otros fueron William, Milton, Andrew, Pinkney y Salomon).
William fue contratado por William Henry Ashley como parte de un contingente de tramperos conocidos más adelante como los Cien de Ashley («Ashley's Hundred»). Sublette más tarde adquirió el negocio de la piel de Ashley, junto con Jedediah Smith y David Edward Jackson. Su hermano Milton fue uno de cinco hombres que compraron la inversión de su hermano y sus socios en la «Rocky Mountain Fur Company» (Compañía de Pieles de las Montañas Rocosas).
En 1832, Sublette fue herido en la batalla de Pierre's Hole, en Idaho. Después de algunos incidentes con las aventuras comerciales con las pieles, finalmente se estableció en San Luis (Misuri).
La ciudad de Sublette, en el estado de Kansas, fue nombrada en su honor.